# متدربة بدم بارد
متدربة بدم بارد (بالكورية: 잔혹한 인턴)؛ هو مسلسل ويب كوري جنوبي، بطولة را مي ران، أوم جي وون. توفر على تيفينج في 11 اغسطس الى 15 سبتمبر 2023، تم اصدار حلقتين كل يوم الجمعة.

## القصة
عملت جو هاي را (را مي ران) بجد كتاجر وتم الاعتراف بها على أنها أفضل تاجر. بعد إنجاب طفل، تركت وظيفتها. على مدى السنوات السبع الماضية، بذلت كل طاقتها في تربية طفلها. تريد الآن استئناف حياتها المهنية لكنها تكافح للعثور على وظيفة، ذات يوم، تجري مقابلة للحصول على منصب مبتدئ في ماركت هاوس. هناك، تلتقي بـ تشوي جي وون (اوم جي وون)، وهي مديرة فريق تخطيط الانتاج. بفضل جاذبيتها وقدراتها القيادية، تمتلك تشوي جي وون القوة والسلطة في الشركة. كما أنها تستخدم أي وسيلة للبقاء على منصبها الرفيع. تقرر جي وون تعيين جو هاي را كمتدربة في فريق تخطيط الانتاج. تقدم صفقة كبيرة ولكن بشروط قاسية لـ جو هاي را.

## طاقم
- را مي ران في دور جو هاي را[5]
- أوم جي وون في دور تشوي جي وون[5]
- لي يوو-نا في دور جودي[6]
- كيم مين سيو في دور غونغ يي يونغ[6]
- كيم هاي هوا في دور جيوم سو جين[6]
- كيم وون هاي في دورجو جوانج سو[6]
- كيونغري في دور بارك سيونج جو[6]
- كيم مي هي مساعد المدير كيم[6]
- كانغ سونغ هو[6]
- لي جونغ هيوك في دور غونغ سو بيو[6]
- كيم ايول هو[6]

## المشاهدات
ملاحظة : يعاد بثه على قناة تي في ان يوم الاثنين بنظام حلقة واحدة، بمجموع 6 حلقات، 60 دقيقة لكل حلقة.
| الموسم | الموسم | رقم الحلقة | رقم الحلقة | رقم الحلقة | رقم الحلقة | رقم الحلقة | رقم الحلقة | المتوسط     |
| الموسم | الموسم | 1          | 2          | 3          | 4          | 5          | 6          | المتوسط     |
| ------ | ------ | ---------- | ---------- | ---------- | ---------- | ---------- | ---------- | ----------- |
|        | 1      | 618        | 584        | 543        | 523        | 541        | 742        | ستُعلن لاحقًا |

| الحلقات | تاريخ البث     | تقييمات نيلسن كوريا (tvN) | تقييمات نيلسن كوريا (tvN) |
| الحلقات | تاريخ البث     | على الصعيد الوطني         | سيئول                     |
| --- | -------------- | ------------------------- | ------------------------- |
| 1 | 21 اغسطس 2023  | 2.421%                    | 2.578%                    |
| 2 | 29 اغسطس 2023  | 2.459%                    | 2.296%                    |
| 3 | 4 سبتمبر 2023  | 2.572%                    | 2.711%                    |
| 4 | 11 سبتمبر 2023 | 2.649%                    | 2.730%                    |
| 5 | 18 سبتمبر 2023 | 2.645%                    | 2.885%                    |
| 6 | 25 سبتمبر 2023 | 3.642%                    | 3.603%                    |
| متوسط | متوسط          | %                         | %                         |
| - تُبث هذه الدراما على قناة الكابل / التلفزيون المدفوع الذي عادةً ما يكون جمهورها أصغر نسبيًا مقارنةً بالمحطات التلفزيونية / العامة (KBS ، SBS ، MBC ، EBS). |                |                           |                           |

## الانتاج

### صناعة
المسلسل من كتابة بارك ايون كيونغ التي شاركت في كتابة السلسلة الكوميدية صوت قلبك اعاده تشغيل (2018)، وانتاج من قبل استوديو داخلي لشركة CJ ENM بتعاون مع شركة الإنتاج رايمونغ رين، المسلسل هو سلسلة اصلية لمنصة تيفينج.

### الإصدار
يتم اصدار حلقتين كل يوم الجمعة على تيفينج بمجموع 12 حلقة، 40 دقيقة لكل حلقة، ويعاد بثه على قناة تي في ان يوم الاثنين بنظام حلقة واحدة، بمجموع 6 حلقات، 60 دقيقة لكل حلقة.

## روابط خارجية
- الموقع الرسمي
 (بالكورية)
- متدربة بدم بارد على موقع IMDb (الإنجليزية)
- متدربة بدم بارد على موقع قاعدة بيانات الفيلم (الإنجليزية)
- متدربة بدم بارد على هانسينما